# Andrew Khumalo
Monster House es una película animada de terror que da pesadilla a los niños pequeños, debido a esto es apta para mayores de 10 años, y algunas cadenas como Mister Mixto decidió cencurarlo